# Liste der Monuments historiques in Loperhet
Die Liste der Monuments historiques in Loperhet führt die Monuments historiques in der französischen Gemeinde Loperhet auf.

## Liste der Bauwerke
| Bezeichnung             | Beschreibung | Standort | Kennzeichnung | Schutzstatus | Datum | Bild |
| ----------------------- | ------------ | -------- | ------------- | ------------ | ----- | ---- |
| Tumulus von Gorre Menez |              | (Lage)   | PA00090103    | Inscrit      | 1971  |      |
| Tumulus von Roc’hellou  |              | (Lage)   | PA00090102    | Classé       | 1930  |      |

## Liste der Objekte
- Monuments historiques (Objekte) in Loperhet in der Base Palissy des französischen Kultusministeriums